# Cinéclub
Pour les articles homonymes, voir Ciné-club (homonymie).
Cinéclub est une émission de télévision diffusant des films de cinéma du lundi au samedi 21h00 sur la chaîne canadienne française TFO.

## Programmation
Cinéclub donne l'accès à des films de 1919/1920 jusqu'aux années 2000. Cinéclub permet de visionner de vieux films dont ceux de Charlie Chaplin et d'autres réalisateurs de films de ces époques.

## Groupe TFO
- TFO
- Mini Tfo
- Méga TFO
- RDAP